# Tuyến Bundang
Tuyến Bundang là một tuyến tàu điện ngầm ở vùng thủ đô Seoul được quản lý bởi Korail. Tuyến bắt đầu từ phía Trung Đông Seoul tại Cheongnyangni, đi qua quận Gangnam và nối với Seongnam và Yongin, và ga cuối tại Ga Suwon. Với việc mở tất cả các đoạn, nó đã trở thành Tuyến Suin–Bundang
Tàu chạy trong vòng 4~5 phút vào giờ cao điểm & 7~8 phút vào khung giờ khác ở giữa đoạn Wangsimni và Jukjeon. Tàu chạy một nửa tần suất giữa đoạn Jukjeon và Suwon, ngoại trừ giờ cao điểm.

## Bản đồ tuyến
|  |  |  |

|  |  |  |

|  |  |  |

|  |  |  |

|  |  |  |

|  |  |  |  |  |

|  |  |  |  |  |

|  |  |  |  |  |

|  |

|  |  |  |  |  |

|  |  |  |  |  |

|  |  |  |  |  |

|  |

|  |  |  |

|  |  |  |

|  |  |  |

|  |

|  |  |  |

|  |  |  |  |  |

|  |  |  |

|  |  |  |

|  |  |  |

|  |  |  |

|  |  |  |  |  |

|  |  |  |

|  |  |  |

|  |  |  |

|  |  |  |

|  |  |  |

|  |  |  |

|  |  |  |

|  |  |  |  |  |

|  |  |  |  |  |

|  |  |  |  |  |

|  |  |  |  |  |

|  |  |  |  |  |

|  |  |  |  |  |

|  |  |  |  |  |

|  |  |  |  |  |

|  |  |  |  |  |

|  |  |  |  |  |

|  |  |  |  |  |

|  |

|  |

|  |

|  |  |  |

|  |  |  |

|  |

|  |  |  |  |  |

|  |

|  |

|  |  |  |  |  |

|  |

|  |

|  |

|  |

|  |

|  |

|  |

|  |  |  |  |  |

|  |  |  |  |  |

|  |  |  |  |  |

|  |  |  |

|  |  |  |

|  |  |  |

|  |  |  |

|  |  |  |

|  |  |  |  |  |

|  |  |  |  |  |

|  |  |  |  |  |

|  |

|  |  |  |  |  |

|  |  |  |  |  |

|  |  |  |  |  |

|  |

|  |  |  |

|  |  |  |

|  |  |  |

|  |

|  |  |  |

|  |  |  |  |  |

|  |  |  |

|  |  |  |

|  |  |  |

|  |  |  |

|  |  |  |  |  |

|  |  |  |

|  |  |  |

|  |  |  |

|  |  |  |

|  |  |  |

|  |  |  |

|  |  |  |

|  |  |  |  |  |

|  |  |  |  |  |

|  |  |  |  |  |

|  |  |  |  |  |

|  |  |  |  |  |

|  |  |  |  |  |

|  |  |  |  |  |

|  |  |  |  |  |

|  |  |  |  |  |

|  |  |  |  |  |

|  |  |  |  |  |

|  |

|  |

|  |

|  |  |  |

|  |  |  |

|  |

|  |  |  |  |  |

|  |

|  |

|  |  |  |  |  |

|  |

|  |

|  |

|  |

|  |

|  |

|  |

|  |  |  |  |  |

|  |  |  |  |  |

|  |  |  |  |  |

## Ga
●: Dừng lại ở nhà ga

｜: Không dừng lại ở nhà ga
| Số ga                                       | Tên ga                                                   | Tên ga                                      | Tên ga                                      | Tốc hành                                    | Chuyển tuyến                                | Khoảng cách                                 | Tổng khoảng cách                            | Vị trí                                      | Vị trí                                      |
| Số ga                                       | Tiếng Anh                                                | Hangul                                      | Hanja                                       | Tốc hành                                    | Chuyển tuyến                                | Khoảng cách                                 | Tổng khoảng cách                            | Vị trí                                      | Vị trí                                      |
| ↑ Tuyến Gyeongwon Hướng đi ga Cheongnyangni | ↑ Tuyến Gyeongwon Hướng đi ga Cheongnyangni              | ↑ Tuyến Gyeongwon Hướng đi ga Cheongnyangni | ↑ Tuyến Gyeongwon Hướng đi ga Cheongnyangni | ↑ Tuyến Gyeongwon Hướng đi ga Cheongnyangni | ↑ Tuyến Gyeongwon Hướng đi ga Cheongnyangni | ↑ Tuyến Gyeongwon Hướng đi ga Cheongnyangni | ↑ Tuyến Gyeongwon Hướng đi ga Cheongnyangni | ↑ Tuyến Gyeongwon Hướng đi ga Cheongnyangni | ↑ Tuyến Gyeongwon Hướng đi ga Cheongnyangni |
| ------------------------------------------- | -------------------------------------------------------- | ------------------------------------------- | ------------------------------------------- | ------------------------------------------- | ------------------------------------------- | ------------------------------------------- | ------------------------------------------- | ------------------------------------------- | ------------------------------------------- |
| K209                                        | Cheongnyangni                                            | 청량리                                      | 淸凉里                                      | Đối với tất cả điểm dừng                    | (124) (K117) Tuyến Gyeongwon Tuyến Jungang  | 0.0                                         | 0.0                                         | Seoul                                       | Dongdaemun-gu                               |
| K210                                        | Wangsimni                                                | 왕십리                                      | 往十里                                      | Đối với tất cả điểm dừng                    | (208) (540) (K116) Tuyến Gyeongwon          | 2.4                                         | 2.4                                         | Seoul                                       | Seongdong-gu                                |
| K211                                        | Rừng Seoul                                               | 서울숲                                      | 서울숲                                      | Đối với tất cả điểm dừng                    |                                             | 2.2                                         | 2.2                                         | Seoul                                       | Seongdong-gu                                |
| K212                                        | Apgujeongrodeo                                           | 압구정로데오                                | 狎鷗亭로데오                                | Đối với tất cả điểm dừng                    |                                             | 1.9                                         | 4.1                                         | Seoul                                       | Gangnam-gu                                  |
| K213                                        | Văn phòng Gangnam-gu                                     | 강남구청                                    | 江南區廳                                    | Đối với tất cả điểm dừng                    | (730)                                       | 1.2                                         | 5.3                                         | Seoul                                       | Gangnam-gu                                  |
| K214                                        | Seonjeongneung (Quỹ Khoa học và Sáng tạo Hàn Quốc KOFAC) | 선정릉 (한국과학창의재단)                   | 宣靖陵                                      | Đối với tất cả điểm dừng                    | (927)                                       | 0.7                                         | 6.0                                         | Seoul                                       | Gangnam-gu                                  |
| K215                                        | Seolleung                                                | 선릉                                        | 宣陵                                        | Đối với tất cả điểm dừng                    | (220)                                       | 0.7                                         | 6.7                                         | Seoul                                       | Gangnam-gu                                  |
| K216                                        | Hanti                                                    | 한티                                        | 한티                                        | Đối với tất cả điểm dừng                    |                                             | 1.0                                         | 7.7                                         | Seoul                                       | Gangnam-gu                                  |
| K217                                        | Dogok                                                    | 도곡                                        | 道谷                                        | Đối với tất cả điểm dừng                    | (344)                                       | 0.7                                         | 8.4                                         | Seoul                                       | Gangnam-gu                                  |
| K218                                        | Guryong                                                  | 구룡                                        | 九龍                                        | Đối với tất cả điểm dừng                    |                                             | 0.6                                         | 9.0                                         | Seoul                                       | Gangnam-gu                                  |
| K219                                        | Gaepo-dong                                               | 개포동                                      | 開浦洞                                      | Đối với tất cả điểm dừng                    |                                             | 0.7                                         | 9.7                                         | Seoul                                       | Gangnam-gu                                  |
| K220                                        | Daemosan                                                 | 대모산 입구                                 | 大母山入口                                  | Đối với tất cả điểm dừng                    |                                             | 0.6                                         | 10.3                                        | Seoul                                       | Gangnam-gu                                  |
| K221                                        | Suseo                                                    | 수서                                        | 水西                                        | Đối với tất cả điểm dừng                    | (349) Đường sắt cao tốc Suseo               | 3.0                                         | 13.3                                        | Seoul                                       | Gangnam-gu                                  |
| K222                                        | Bokjeong (Đại học Quốc gia Đông Seoul)                   | 복정 (동서울대학)                           | 福井                                        | Đối với tất cả điểm dừng                    | (820)                                       | 3.2                                         | 16.5                                        | Seoul                                       | Songpa-gu                                   |
| K223                                        | Đại học Gachon                                           | 가천대                                      | 嘉泉大                                      | Đối với tất cả điểm dừng                    |                                             | 2.4                                         | 18.9                                        | Gyeonggi-do                                 | Seongnam-si                                 |
| K224                                        | Taepyeong                                                | 태평                                        | 太平                                        | Đối với tất cả điểm dừng                    |                                             | 1.0                                         | 19.9                                        | Gyeonggi-do                                 | Seongnam-si                                 |
| K225                                        | Moran                                                    | 모란                                        | 牡丹                                        | Đối với tất cả điểm dừng                    | (826)                                       | 0.9                                         | 20.8                                        | Gyeonggi-do                                 | Seongnam-si                                 |
| K226                                        | Yatap                                                    | 야탑                                        | 野塔                                        | Đối với tất cả điểm dừng                    |                                             | 2.3                                         | 23.1                                        | Gyeonggi-do                                 | Seongnam-si                                 |
| K227                                        | Imae (Trung tâm nghệ thuật Seongnam)                     | 이매 (성남아트센터)                         | 二梅                                        | Đối với tất cả điểm dừng                    | (K411)                                      | 1.7                                         | 24.8                                        | Gyeonggi-do                                 | Seongnam-si                                 |
| K228                                        | Seohyeon                                                 | 서현                                        | 書峴                                        | Đối với tất cả điểm dừng                    |                                             | 1.4                                         | 26.2                                        | Gyeonggi-do                                 | Seongnam-si                                 |
| K229                                        | Sunae (Korea Jobworld)                                   | 수내 (한국잡월드)                           | 藪內                                        | Đối với tất cả điểm dừng                    |                                             | 1.1                                         | 27.3                                        | Gyeonggi-do                                 | Seongnam-si                                 |
| K230                                        | Jeongja                                                  | 정자                                        | 亭子                                        | Đối với tất cả điểm dừng                    | (D12)                                       | 1.6                                         | 28.9                                        | Gyeonggi-do                                 | Seongnam-si                                 |
| K231                                        | Migeum (Bệnh viện Bundang của Đại học Quốc gia Seoul)    | 미금 (분당서울대병원)                       | 美金                                        | Đối với tất cả điểm dừng                    | (D13)                                       | 1.8                                         | 30.7                                        | Gyeonggi-do                                 | Seongnam-si                                 |
| K232                                        | Ori                                                      | 오리                                        | 梧里                                        | Đối với tất cả điểm dừng                    |                                             | 1.1                                         | 31.8                                        | Gyeonggi-do                                 | Seongnam-si                                 |
| K233                                        | Jukjeon (Đại học Dankook)                                | 죽전 (단국대)                               | 竹田                                        | ●                                           |                                             | 1.8                                         | 33.6                                        | Gyeonggi-do                                 | Yongin-si                                   |
| K234                                        | Bojeong                                                  | 보정                                        | 寶亭                                        | ｜                                          |                                             | 1.3                                         | 34.9                                        | Gyeonggi-do                                 | Yongin-si                                   |
| K235                                        | Guseong                                                  | 구성                                        | 駒城                                        | ｜                                          |                                             | 1.6                                         | 36.5                                        | Gyeonggi-do                                 | Yongin-si                                   |
| K236                                        | Singal                                                   | 신갈                                        | 新葛                                        | ｜                                          |                                             | 1.6                                         | 38.1                                        | Gyeonggi-do                                 | Yongin-si                                   |
| K237                                        | Giheung (Nam June Paik Arts Center)                      | 기흥 (백남준아트센터)                       | 器興                                        | ●                                           | (Y110)                                      | 1.4                                         | 39.5                                        | Gyeonggi-do                                 | Yongin-si                                   |
| K238                                        | Sanggal (Đại học Luther)                                 | 상갈 (루터대학교)                           | 上葛                                        | ｜                                          |                                             | 1.9                                         | 41.4                                        | Gyeonggi-do                                 | Yongin-si                                   |
| K239                                        | Cheongmyeong                                             | 청명                                        | 淸明                                        | ｜                                          |                                             | 2.8                                         | 44.2                                        | Gyeonggi-do                                 | Suwon-si                                    |
| K240                                        | Yeongtong (Đại học Kyunghee)                             | 영통 (경희대)                               | 靈通                                        | ｜                                          |                                             | 1.1                                         | 45.3                                        | Gyeonggi-do                                 | Suwon-si                                    |
| K241                                        | Mangpo                                                   | 망포                                        | 網浦                                        | ●                                           |                                             | 1.5                                         | 46.8                                        | Gyeonggi-do                                 | Suwon-si                                    |
| K242                                        | Maetan-Gwonseon                                          | 매탄권선                                    | 網浦                                        | ｜                                          |                                             | 1.8                                         | 48.6                                        | Gyeonggi-do                                 | Suwon-si                                    |
| K243                                        | Tòa thị chính Suwon (Trung tâm nghệ thuật Gyeonggi)      | 수원시청 (경기아트센터)                     | 梅灘勸善                                    | ●                                           |                                             | 1.4                                         | 50.0                                        | Gyeonggi-do                                 | Suwon-si                                    |
| K244                                        | Maegyo                                                   | 매교                                        | 水原市廳                                    | ｜                                          |                                             | 1.4                                         | 51.4                                        | Gyeonggi-do                                 | Suwon-si                                    |
| K245                                        | Suwon                                                    | 수원                                        | 水原                                        | ●                                           | (P155) Tuyến Gyeongbu                       | 1.5                                         | 52.9                                        | Gyeonggi-do                                 | Suwon-si                                    |